# Iván Repila
Iván Repila Ruiz (Bilbao, 1978) es un escritor y editor español, socio fundador de la editorial MasMédula Ediciones, sello especializado en poesía contemporánea.

## Trayectoria literaria
Además de ser redactor, editor y colaborador en publicaciones vinculadas al ámbito de las artes escénicas, Iván Repila es autor de dos novelas, que serán llevadas al cine. Su prosa se enmarca dentro del llamado género "neo-rural" y ha merecido elogiosas críticas de la prensa inglesa y francesa.
En 2013, publicó El niño que robó el caballo de Atila que relata la historia de dos hermanos pequeños atrapados en un pozo a siete metros de profundidad; sin medios para salir y solo se alimentan de los bichos y gusanos que logran atrapar de la tierra.

## Obra
- Una comedia canalla (Libros del Silencio, 2012)
- El niño que robó el caballo de Atila (Libros del Silencio, 2013), tradujo al inglés Sophie Hughes y publicada por Pushkin Press
- Prólogo para una guerra (Seix Barral, Editorial Planeta, 2017)
- Votos (obra incluida en "La caja de la nostalgia", La Caja Books, 2018)
- El aliado (Seix Barral, Editorial Planeta, 2019)
- El jardín del diablo (Seix Barral, Editorial Planeta, 2025)